# فرودگاه هالت ویل
فرودگاه هالت ویل (به انگلیسی: Holtville Airport)  یک فرودگاه همگانی   است که یک باند فرود بتن دارد و طول باند آن ۱۸۲۹ متر است. این فرودگاه در شهر هالت ویل، کالیفرنیا کشور ایالات متحده آمریکا  قرار دارد و در ارتفاع ۱۸ متری از سطح دریا واقع شده‌است.